# Campbell Nunatak
Campbell Nunatak är en nunatak i Antarktis. Den ligger i Östantarktis. Australien gör anspråk på området. Toppen på Campbell Nunatak är 82 meter över havet.
Terrängen runt Campbell Nunatak är kuperad österut, men västerut är den platt. Havet är nära Campbell Nunatak åt nordväst. Trakten är obefolkad. Det finns inga samhällen i närheten. 